# L'Attente (roman)
Pour les articles homonymes, voir Attente.
L'Attente (Suspense) est un roman inachevé de Joseph Conrad, paru en 1925. 

## Historique
Publié en feuilleton de juin à août 1925 dans le Saturday Review of Literature aux États-Unis, le roman paraît en volume à Londres chez Dent en septembre 1925, et à New York chez Doubleday dès juillet 1925.

## Résumé
Pendant l'hiver de 1814-1815, un jeune anglais aristocratique, Cosmo Latham, arrive à Gênes et  prend contact accidentellement avec un mystérieux italien, Attilio, affilié au mouvement des carbonari. Il rencontre aussi le docteur Martel, médecin anglais mêlé à des tractations secrètes entre le gouvernement de la Restauration, les puissances alliées et le prisonnier de l'île d'Elbe…

## Éditions en anglais
- Joseph Conrad, Suspense: a Napoleonic Novel, Londres : Dent
- Joseph Conrad, Suspense: a Napoleonic Novel, New York : Doubleday

## Traduction en français
- L'Attente traduction de G. Jean-Aubry, Éditions Gallimard, 1944
- L'Attente (trad. G. Jean-Aubry révisée par Sylvère Monod ), dans Conrad (dir. Sylvère Monod), Œuvres, t. V, Paris : Gallimard, coll. « Bibliothèque de la Pléiade », 1992.